# Hermacha fulva
Hermacha fulva är en spindelart som beskrevs av Tucker 1917. Hermacha fulva ingår i släktet Hermacha och familjen Nemesiidae. Inga underarter finns listade i Catalogue of Life.